# 鮑勃·巴克

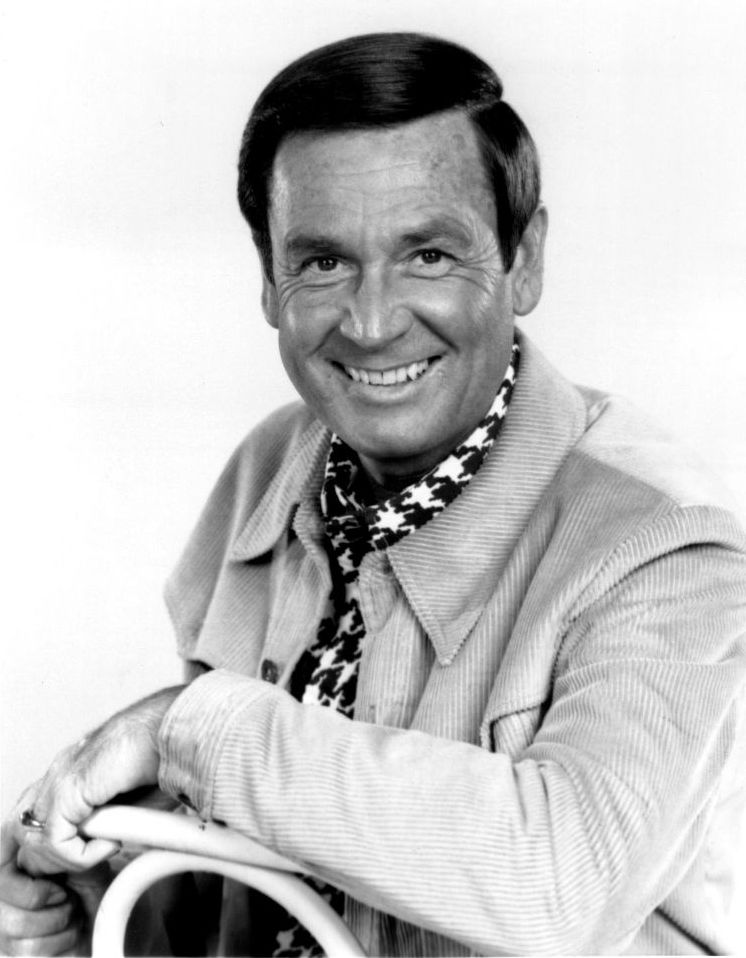
攝於1975年

鮑勃·威廉·巴克（英語：Robert William Barker，1923年12月12日—2023年8月26日）是一位美国電視节目主持人和动物权利活動家。他的父亲有四分之一苏族血统。他於1972年至2007年間主持價格猜猜猜（The Price Is Right）。他曾14次獲得日间时段艾美奖杰出游戏节目主持人奖。